# فرودگاه گالو
فرودگاه گالو (به انگلیسی: Gulu Airport) یک فرودگاه همگانی، غیرنظامی و نیروی نظامی با کد یاتا ULU است که یک باند فرود آسفالت دارد و طول باند آن ۳۱۴۴ متر است. این فرودگاه در کشور اوگاندا قرار دارد و در ارتفاع ۱۰۷۰ متری از سطح دریا واقع شده است.